# Schwarzach (Langdorf)
Schwarzach ist ein Gemeindeteil der Gemeinde Langdorf im niederbayerischen Landkreis Regen.

## Lage
Das Dorf Schwarzach liegt im Bayerischen Wald am gleichnamigen Bach etwa zwei Kilometer östlich von Langdorf und etwa vier Kilometer westlich von Zwiesel an der Staatsstraße 2132.

## Geschichte
Schwarzach war neben Langdorf, Schöneck und Kohlnberg eines der Dörfer, die von den Wittelsbachern 1324 an die Degenberger versetzt und von Herzog Albrecht IV. am 5. August 1468 zurückgefordert wurden. Die Weigerung der Brüder Hans und Peter von Degenberg führte dann zum Böcklerkrieg.
Nach dem Erlöschen der freiherrlich-degenbergischen Herrschaft Weißenstein  bildete Schwarzach eine Hauptmannschaft im Pfleggericht Weißenstein und bestand 1752 aus acht Anwesen. Die Hauptmannschaft ging 1808 im Steuerdistrikt Brandten und 1813 in der Gemeinde Brandten des Landgerichtes Regen auf. Mit der Gemeinde Brandten wurde Schwarzach am 1. Januar 1976 im Zuge der Gebietsreform  in die Gemeinde Langdorf eingegliedert.

## Sehenswürdigkeiten
- Dorfkapelle St. Florian. Sie wurde am 24. Mai 2009 durch Bischof Wilhelm Schraml geweiht. Das Deckengemälde schufen zwei Künstlerinnen aus dem Gymnasium Zwiesel.

## Vereine
- Dorfgemeinschaft Schwarzach
- Pro Umgehung Schwarzach-Aussenried